# Orvilliers-Saint-Julien
Orvilliers-Saint-Julien ist eine französische Gemeinde mit 312 Einwohnern (Stand: 1. Januar 2022) im Département Aube in der Region Grand Est; sie gehört zum Arrondissement Nogent-sur-Seine und zum Kanton Saint-Lyé. Die Einwohner werden Maizièronnes genannt.

## Geographie
Orvilliers-Saint-Julien liegt etwa 20 Kilometer nordwestlich von Troyes. Umgeben wird Orvilliers-Saint-Julien von den Nachbargemeinden Châtres im Norden, Mesgrigny im Norden und Nordosten, Vallant-Saint-Georges im Nordosten und Osten, Saint-Mesmin im Osten, Échemines im Süden, Saint-Flavy im Südwesten, Ossey-les-Trois-Maisons im Südwesten und Westen sowie Origny-le-Sec im Westen und Nordwesten. 

## Bevölkerungsentwicklung
| Jahr                       | 1962 | 1968 | 1975 | 1982 | 1990 | 1999 | 2006 | 2019 |
| Einwohner                  | 277  | 266  | 240  | 226  | 226  | 211  | 272  | 312  |
| Quellen: Cassini und INSEE |      |      |      |      |      |      |      |      |